# Pila a truogoli

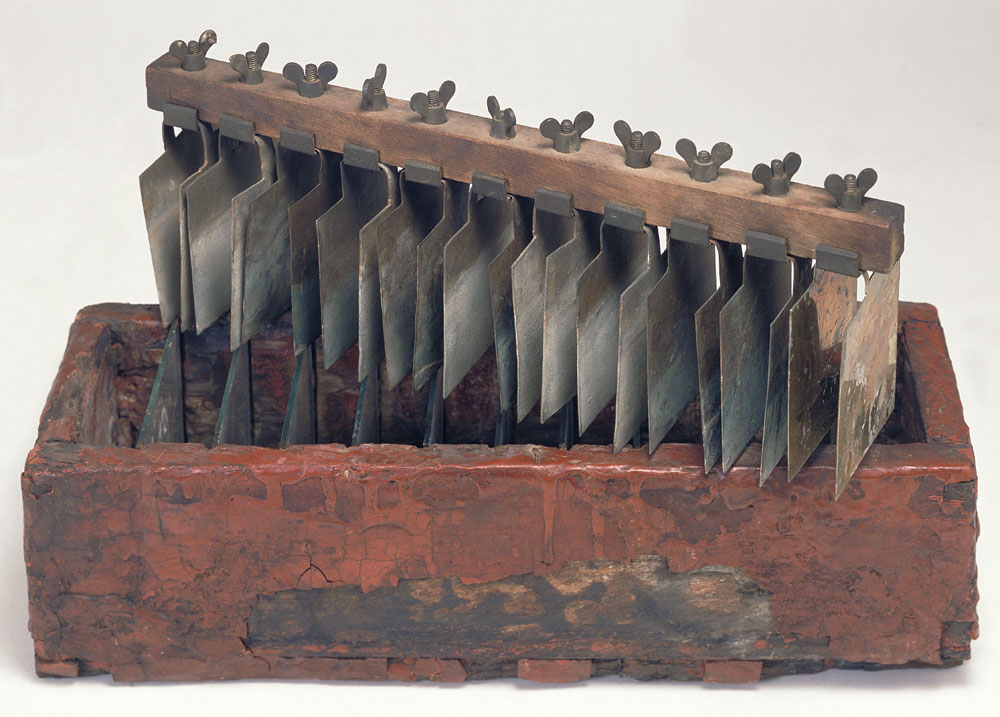
Batteria di Nobili per l'apparecchio di metallocromia al Museo Galileo di Firenze.

La pila a truogoli è un generatore statico di energia elettrica.
La tradizionale pila a colonna verticale di Alessandro Volta (1745-1827) presentava l'inconveniente che le rotelle di stoffa, compresse dal peso dei dischi, lasciavano effluire il liquido di cui erano inzuppate. La pila a truogoli è invece, per così dire, una pila a colonna orizzontale. Proposta da William Cruickshank, si compone di una cassa rettangolare di legno intonacata internamente di mastice isolante. Le lastre di zinco e di rame, fissate tra loro a due a due, formano delle coppie con una lunghezza uguale alla larghezza interna della cassa, e sono fissate nel mastice in modo che fra una coppia e l'altra vi sia un piccolo intervallo, onde risultano altrettanti compartimenti o truogoli. In questi ultimi si versa una mescolanza di acqua e acido solforico, la quale produce l'effetto delle rotelle imbevute nella pila a colonna di Volta. I due poli comunicano tra loro per mezzo di fili metallici fissati alle due lastre di rame immerse nei due ultimi truogoli.